# Ezra Baker
Ezra Baker (* um 1765 in Tuckerton, Ocean County, Province of New Jersey; † nach 1818) war ein US-amerikanischer Politiker. Zwischen 1815 und 1817 vertrat er den Bundesstaat New Jersey im US-Repräsentantenhaus.

## Werdegang
Ezra Bakers Familie zog kurz nach seiner Geburt in die damalige Provinz East Jersey. Nach einem Medizinstudium und seiner Zulassung als Arzt begann er in diesem Beruf zu arbeiten. Seit 1799 lebte er in Absecon. Zwischen dem 18. Februar 1813 und dem 1. März 1815 leitete er die Zollbehörde in Great Egg Harbor. Politisch war Baker Mitglied der von Thomas Jefferson gegründeten Demokratisch-Republikanischen Partei. Bei den Kongresswahlen des Jahres 1814 wurde er für den fünften Sitz von New Jersey in das US-Repräsentantenhaus in Washington, D.C. gewählt, wo er am 4. März 1815 die Nachfolge von William Coxe antrat. Bis zum 3. März 1817 konnte er eine Legislaturperiode im Kongress absolvieren.
Nach dem Ende seiner Zeit im US-Repräsentantenhaus zog Baker im Jahr 1818 mit seinen Söhnen nach Westen in eine in den Quellen als „Wabash Country“ bezeichnete Gegend, deren Lage heute nicht mehr mit Sicherheit angegeben werden kann. Möglicherweise handelte es sich um das heutige Wabash County in Illinois. Dort züchtete er Pflanzen, aus deren Samen Rizinusöl gewonnen wurde. Damit belieferte er den Markt in New Orleans. Über das weitere Leben von Ezra Baker ist nichts überliefert. Er starb in seiner neuen Heimat zu einem unbekannten Zeitpunkt.